# Richie Cannata

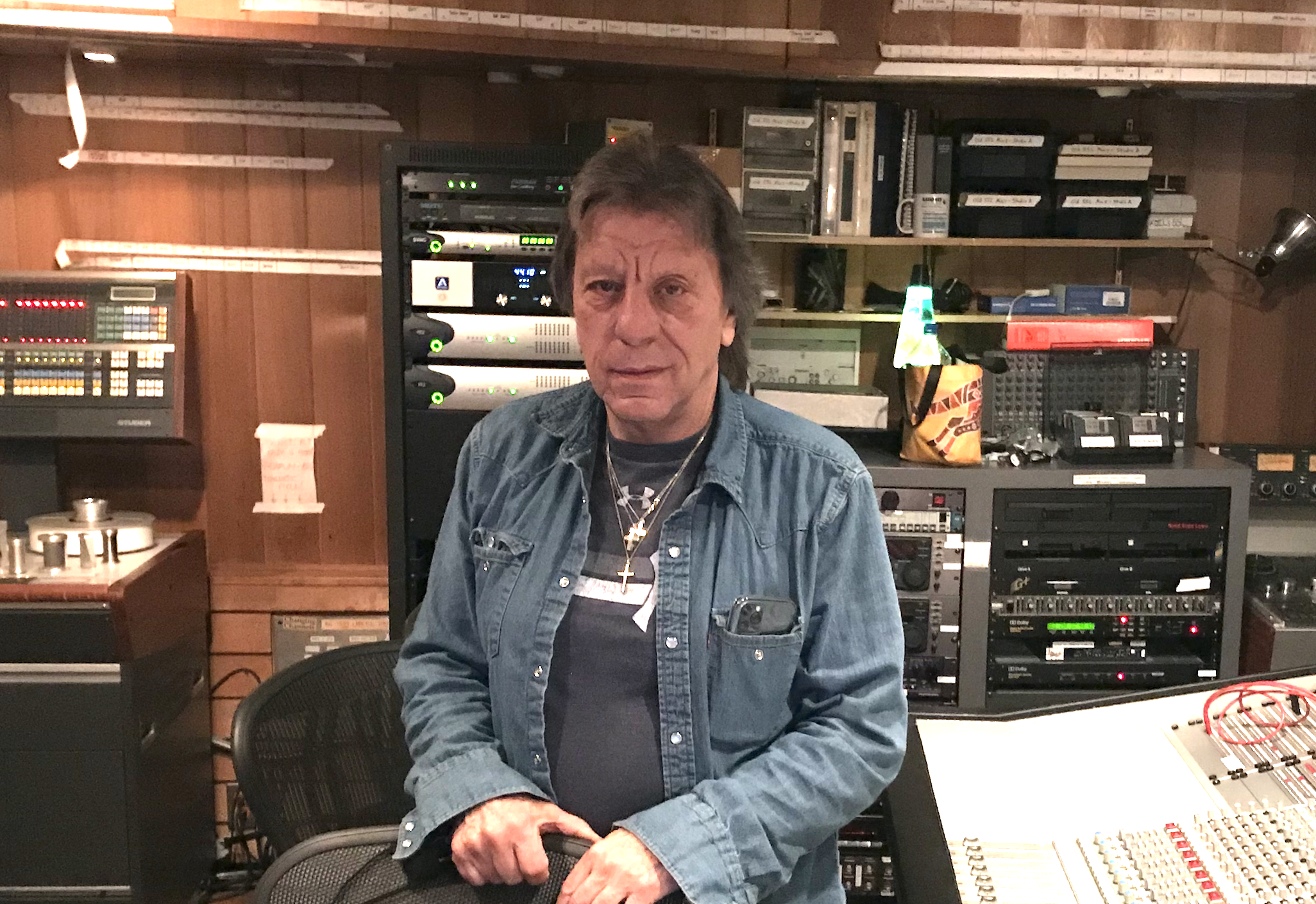
Richie Cannata, 2021

Richie Cannata (* 5. März 1948 in New York City) ist ein US-amerikanischer Musikproduzent und Rockmusiker, der vor allem als langjähriger Saxophonist von Billy Joel bekannt wurde.

## Karriere
Cannata studierte Klavier und Klarinette und erlernte zudem Flöte, Keyboard und Saxophon. Von 1975 bis 1981 gehörte er der Billy Joel Band an und eröffnete nach seinem Ausstieg die Cove City Sound Studios in Glen Cove, New York, wo er unter anderem Alben von Céline Dion, Jennifer Lopez oder Marc Anthony produzierte. Außerdem wirkte er an Produktionen von Phoebe Snow, Rita Coolidge, Corey Hart und Tommy Shaw mit. Mit Letzterem schrieb er zudem die Titelmusik für den Film Remo – unbewaffnet und gefährlich. Zudem übernahm er 1989 eine Rolle in der Komödie Slaves of New York.
In den 1990er Jahren wirkte Cannata bei einigen Touren und Aufnahmen der Beach Boys mit, für die er Saxophon, Holzblasinstrumente und Synthesizer spielte. 1999 trat er als Gastmusiker beim Millenniumskonzert von Billy Joel auf, das schließlich unter dem Namen 2000 Years – The Millennium Concert auf CD veröffentlicht wurde. 2006 kehrte er in die Billy Joel Band zurück und wirkte unter anderem auf dem Live-Album 12 Gardens Live mit, das einen Zusammenschnitt von zwölf ausverkauften Konzerten im Madison Square Garden in New York City darstellt.

## Diskografie
- 1976: Turnstiles
- 1977: The Stranger
- 1978: 52nd Street
- 1980: Glass Houses
- 1981: Songs in the Attic
- 1985: Greatest Hits Volume I & II
- 1997: Greatest Hits Volume III
- 2000: 2000 Years – The Millennium Concert
- 2006: 12 Gardens Live

## Filmographie
- 1985: Remo – unbewaffnet und gefährlich (Musik)
- 1989: Slaves of New York